# Tuindrao
Tuindrao is een bestuurslaag in het regentschap Nias Selatan van de provincie Noord-Sumatra, Indonesië. Tuindrao telt 1726 inwoners (volkstelling 2010).